# Parafia Chrystusa Króla w Lisnowie
Parafia Chrystusa Króla w Lisnowie – parafia rzymskokatolicka w diecezji toruńskiej, w dekanacie radzyńskim, z siedzibą w Lisnowie

## Zasięg parafii
Do parafii należą wierni z miejscowości: Karolewo, Lisnowo, Lisnówko, Mędrzyce, Partęczyny i Szarnoś.

## Proboszczowie
- ks. Roman Napiwodzki
- ks. kan. Henryk Szwarc
- ks. Gracjan Bieliński